# Efterklange af Ossian
Efterklange af Ossian (Deens voor Echo's van Ossian) is een compositie van Niels Gade.

## Geschiedenis
Het draagt dan wel "opus 1", het was niet Gades eerste (poging tot een) compositie. Gade bevond zich nog in Kopenhagen, toen hij dit werk componeerde en dat is te horen. Het klinkt veel Scandinavischer (donkerder) dan bijvoorbeeld zijn Symfonie nr. 1 die hij binnen twee jaar na dit werk schreef.
Het werk is geschreven voor een in maart 1840 uitgeschreven wedstrijd voor ouvertures, georganiseerd door de in 1836 opgerichte Musiforeningen. Gade, toen nog voornamelijk violist, schreef zijn werk in de herfst van 1840 en zond het in. Er was een deelnemersveld van tien componisten/werken. De jury bestaande uit de Duitse componisten Friedrich Schneider en Ludwig Spohr boog zich over de werken. Het derde jurylid Felix Mendelssohn Bartholdy had verstek laten gaan vanwege drukke werkzaamheden. In maart 1841 werd de eerste prijs toegekend aan Efterklange. Voorwaarde voor deelname was dat er ook een pianotranscriptie werd geschreven en dat de Musikforeningen eigenaar zou worden van het werk.
De ouverture was voor het eerst te horen op 19 november 1841 toen de dirigent Franz Glæser leiding gaf aan de Musikforeningen.
Ossian verwijst naar Ossian van James Macpherson uit 1761. Gade las een Deense vertaling van dat boek, waarbij de vertaler de “plaats van handeling” had verplaatst van de Schotse/Ierse eilanden naar Scandinavische. Het werk in straf Allegro moderatotempo begint met Gades versie van een Deens volksliedje en gaat verder in de sonatevorm.
Weldra zou Gade uitwijken naar Leipzig alwaar Felix Mendelssohn Bartholdy inmiddels toch een bewonderaar van Gades muziek was geworden. Van een invloed van Felix Mendelssohn Bartholdy in Efterklange is echter nauwelijks iets te horen.

## Orkestratie
- 2 dwarsfluiten (II ook piccolo), 2 hobo’s,  2 klarinetten, 2 fagotten, 1 contrafagot of  tuba
- 4 hoorns, 2 trompetten, 2 trombones,
- pauken, harp
- violen, altviolen, celli, contrabassen

## Discografie
In 2013 zijn zeven opnames voorhanden, maar er zijn in de loop der jaren talloze versies uitgebracht. Een wetenswaardigheidje daarbij is dat er ook opnamen bestaan waarbij Frederik IX van Denemarken leiding geeft aan het Deens Radio Symfonieorkest